# Johannes Mario Simmel
Johannes Mario Simmel (Vienna, 7 aprile 1924 – Zugo, 1º gennaio 2009) è stato uno scrittore, sceneggiatore e giornalista austriaco.
Il suo romanzo più celebre, Non è sempre caviale ha venduto 30 milioni di copie.

## Biografia
Nato a Vienna nel 1924 da Walter, un chimico ebreo tedesco e da Lisa Simmel, lettrice per gli studi cinematografici Wien-Film, crebbe in Austria ed in Inghilterra.
Iniziò a lavorare nella ricerca nel campo come ingegnere chimico dal 1943 sino al termine del secondo conflitto mondiale, per poi passare all'attività di traduttore per il governo militare americano con la pubblicazione di riviste e racconti. Dal 1950 lavorò come reporter per un giornale illustrato di Monaco di Baviera
Scrisse numerose novelle e sceneggiature da cui furono tratti alcuni film sino agli anni '70.
In letteratura esordì nel 1948 con Mi meraviglio di essere tanto felice, conseguendo nel 1960 un enorme successo con Non è sempre festa (titolo originale Es muss nicht immer Kaviar sein), romanzo che ha venduto 30 milioni di copie.
Vinse numerosi premi letterari per i suoi libri alcuni dei quali divennero best seller mondiali.
È morto a Zugo, città della Svizzera dove risiedeva, il 1º gennaio 2009, all'età di 84 anni.

## Opere

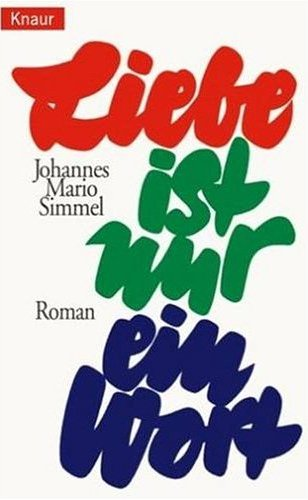
Liebe ist nur ein Wort (1963)

- 1949 La formula di Origene / La vita in gioco
- 1950 Il roseto sotto la neve
- 1953 Il copione della morte
- 1960 Non è sempre caviale
- 1962 Un amore proibito
- 1963 Amore è solo una parola
- 1965 Un uomo tra due fuochi
- 1970 Il codice Cesare
- 1971 La trama dei sogni
- 1973 La risposta la sa il vento
- 1975 Nessuno è un'isola
- 1978 La vita continua
- 1980 Dipendenza fatale
- 1983 Una vita impossibile
- 1985 Ombre del passato
- 1987 Il codice genetico
- 1990 Quando canta l'ultima allodola
- 1993 Un sorriso tra le lacrime